# Phytoseius chanti
Phytoseius chanti är en spindeldjursart som beskrevs av Denmark 1966. Phytoseius chanti ingår i släktet Phytoseius och familjen Phytoseiidae. Inga underarter finns listade i Catalogue of Life.